# Microdiscula vanhoeffeni
Microdiscula vanhoeffeni is een slakkensoort uit de familie van de Orbitestellidae. De wetenschappelijke naam van de soort is voor het eerst geldig gepubliceerd in 1912 door Thiele.